# Comune di Hinnerup
Il comune di Hinnerup, fino al 1º gennaio 2007 è stato un comune danese situato nella contea di Århus, il comune aveva una popolazione di 12 048 abitanti (2005) e una superficie di 76 km². Capoluogo era la cittadina omonima,
Dal 1º gennaio 2007, con l'entrata in vigore della riforma amministrativa, il comune è stato soppresso e accorpato ai comuni di Hadsten, Hammel, Hvorslev e a parte del comune di Langå per dare luogo al neo-costituito comune di Favrskov compreso nella regione dello Jutland Centrale (Midtjylland).